# La Francia (Tabasco)
La Francia es una localidad del municipio de Centro ubicado en la subregión centro del estado mexicano de Tabasco.

## Geografía
La localidad de La Francia se sitúa en las coordenadas geográficas 17°45′16″N 92°58′14″O / 17.754444, -92.970556, a una elevación de 7 metros sobre el nivel del mar.

## Demografía
Según el Conteo de Población y Vivienda 2020, efectuado por el Instituto Nacional de Estadística y Geografía, la localidad de La Francia tiene 2 habitantes, de los cuales 1 son del sexo masculino y 1 del sexo femenino. Su tasa de fecundidad es de 4.67 hijos por mujer y tiene 1 vivienda particular habitada.
| Gráfica de evolución demográfica de La Francia entre 2000 y 2020 |
|                                                                  |
| INEGI.                                                           |